# Aelurillus nicoleti
Aelurillus nicoleti är en spindelart som först beskrevs av Lucas 1846.  Aelurillus nicoleti ingår i släktet Aelurillus och familjen hoppspindlar. Inga underarter finns listade i Catalogue of Life.